# Natalie Lisinska
Natalie Lisinska (Shrewsbury, Shropshire, 11 de enero de 1982) es una actriz nacida en el Reino Unido y nacionalizada canadiense.
Lisinska nació en Shrewsbury, Shropshire, Inglaterra y creció en la Isla de Vancouver en la Columbia Británica, cursando estudios en la Universidad de St. Michaels. Estudió artes dramáticas en la Escuela de Teatro Ryerson.

## Filmografía

### Cine
| Año  | Título               | Rol          | Notas |
| ---- | -------------------- | ------------ | ----- |
| 2006 | Rebirth              | Barbie       | Corto |
| 2007 | Young People Fucking | Inez         |       |
| 2009 | Rude Awakening       | Lisa         | Corto |
| 2009 | Love Your Enemy      | Dora         | Corto |
| 2009 | Chloe                | Eliza        |       |
| 2010 | Spring               |              | Corto |
| 2010 | The Translator       | Penny        | Corto |
| 2011 | Snitch               |              |       |
| 2012 | Total Recall         | Enfermera    |       |
| 2014 | Shelby               | Lilly Parker |       |

### Televisión
| Año           | Título                        | Rol             | Notas                                                |
| ------------- | ----------------------------- | --------------- | ---------------------------------------------------- |
| 2005          | Kevin Hill                    | Claire          | Episodio: "The Monroe Doctrine"                      |
| 2005          | The Office Temps              |                 |                                                      |
| 2006          | At the Hotel                  | Jenny           | (6 episodios)                                        |
| 2006          | Above and Beyond              | Miss Bogston    |                                                      |
| 2006          | The House Next Door           | Eloise          | Película para TV                                     |
| 2007          | The Dresden Files             | Laura           |                                                      |
| 2007          | 'Til Death Do Us Part         | Stacey          | Episodio: "Car Keys Murder"                          |
| 2007-08       | Degrassi: The Next Generation | Andrea          | 2 episodios                                          |
| 2008          | Life with Derek               | Terry           | Episodio: "Just Friends"                             |
| 2009          | The B Team                    | Alex Taylor     | Película para TV                                     |
| 2009          | My Neighbor's Secret          | Gretchen        | Película para TV                                     |
| 2010          | Fairfield Road                | Hailey Caldwell | Película para TV                                     |
| 2010          | Flashpoint                    | Rachel Williams | Episodio: "Acceptable Risk"                          |
| 2010          | Lost Girl                     | Collette        | Episodio: "The Mourning After"                       |
| 2011          | Reel Love                     | Debbie Manfredi | Película para TV                                     |
| 2011          | InSecurity                    | Alex Cranston   | Rol recurrente                                       |
| 2012          | Less Than Kind                | Karen           | Episodio: "Fugue State"                              |
| 2012          | Saving Hope                   | Pamela          | Episodio: "Pink Clouds"                              |
| 2012          | Baby's First Christmas        | Trisha          | Película para TV                                     |
| 2013-14, 2017 | Orphan Black                  | Aynsley Norris  | Rol recurrente                                       |
| 2013          | Satisfaction                  | Shannon         | Episodio: "The Internship, Relationship, Friendship" |
| 2017          | Mommy's Little Boy            | Sherry Davis    | Película para TV                                     |